# Володимирівка (Компаніївська селищна громада)
Володи́мирівка — село в Україні, у Компаніївській селищній громаді Кропивницького району (до 17 липня 2020 року — у складі ліквідованого Компаніївського району) Кіровоградської області. Населення становить 153 осіб. До 2020 орган місцевого самоврядування — Першотравенська сільська рада.

## Населення
Згідно з переписом УРСР 1989 року чисельність наявного населення села становила 174 особи, з яких 74 чоловіки та 100 жінок.
За переписом населення України 2001 року в селі мешкали 153 особи.

### Мова
Розподіл населення за рідною мовою за даними перепису 2001 року:
| Мова       | Відсоток |
| ---------- | -------- |
| українська | 93,46 %  |
| російська  | 5,88 %   |
| білоруська | 0,65 %   |